# Tsuchiyama
Tsuchiyama (土山町, Tsuchiyama-chō) était un bourg japonais du district de Kōka, dans la préfecture de Shiga. Il a fusionné en 2004 avec les bourgs de Kōka, Shigaraki, Minakuchi et Kōnan pour former la ville de Kōka.

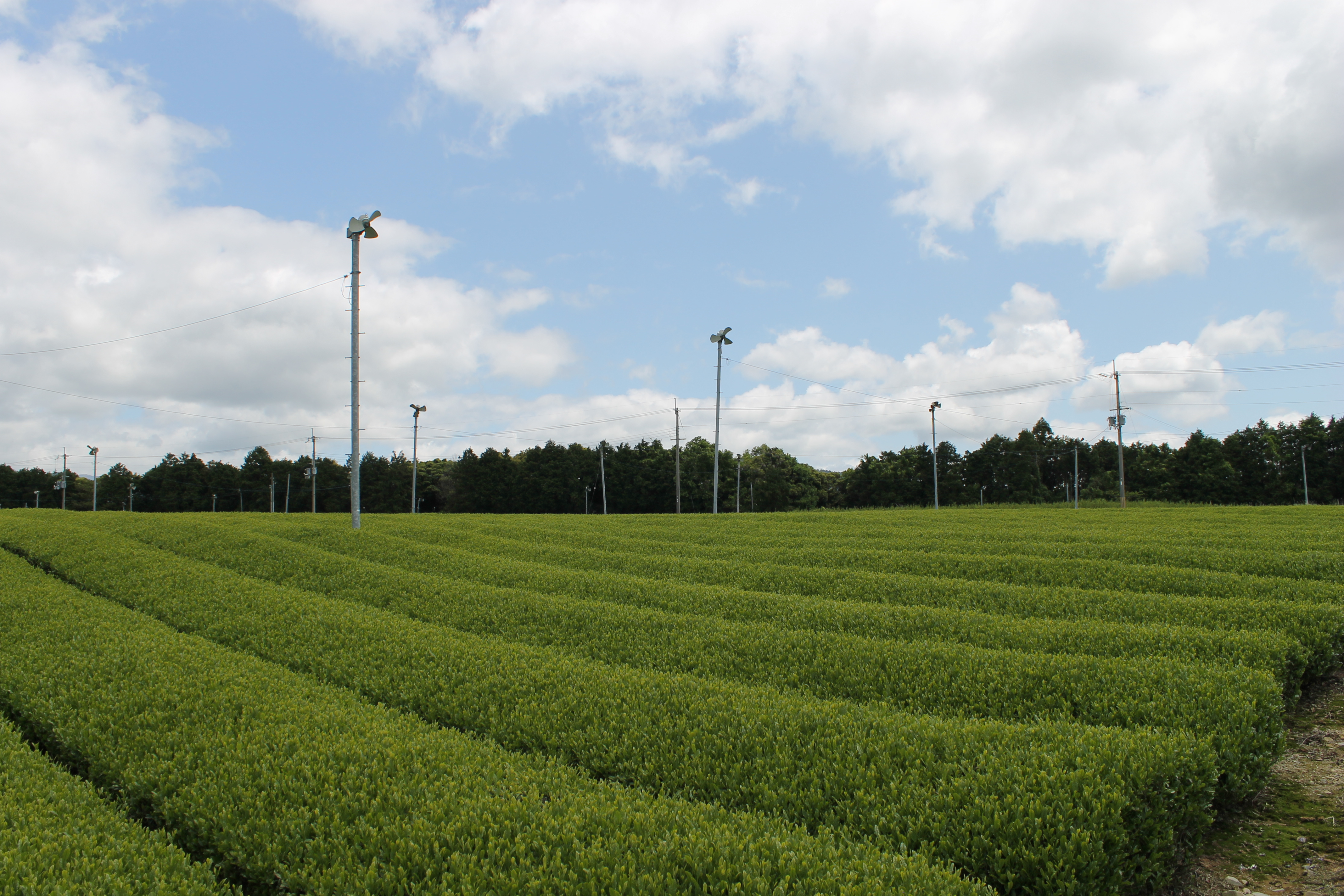
Une plantation de Thé à Tsuchiyama

Tsuchiyama comptait 95 676 habitants pour une superficie de 481,69 km2. Elle est desservie par les routes nationales : 1, 307, 422 et 477.
Le bourg est essentiellement connu dans la région pour ses plantations de thé. C'est d'ailleurs le premier producteur de thé de la préfecture de Shiga, et un des plus gros du Japon.
C'est également la 49e station de la route du Tōkaidō dans les gravures de Hiroshige, et la 50e estampe de la série.